# Adolf Rappe (läkare)
Adolf Hilding Rappe, född 10 september 1895 i Växjö, död 14 maj 1954 i Varberg, var en svensk friherre och läkare. Han var son till Ludvig Rappe. 
Rappe avlade studentexamen i Lund 1913, blev medicine kandidat vid Lunds universitet 1917 och medicine licentiat vid Karolinska institutet i Stockholm 1922. Han anställdes som underläkare vid Spenshults sanatorium samma år, en tjänst han innehade till 1923. Han var amanuens vid Karolinska institutet 1924–1928 och underläkare vid länslasarettet i Trelleborg 1925–1926. Rappe var underläkare vid kustsanatoriet Apelviken vid Varberg 1926–1927 och fick 1927 anställning som stadsläkare i Varberg. Han var också läkare vid landstingets epidemisjukhus i Varberg och vid stadens kommunala sinnessjukhus.
Då överläkaren på Apelvikens sanatorium, doktor Johan Severin Almer, Adolf Rappes svärfar, avled i maj 1927 blev Rappe vikarierande överläkare. Han efterträddes i november samma år av doktor Robert Hansson. Adolf Rappe är begravd på Nösslinge kyrkogård.